# Mongòlia
|  | Per a altres significats, vegeu «Mongòlia (desambiguació)». |

Mongòlia (mongol: Монгол Улс, romanització: Mongol Uls) és un país extens, sense accés al mar, que es localitza entre les regions de l'Àsia oriental i Àsia central. Mongòlia fa frontera amb Rússia al nord i la República Popular de la Xina al sud, l'est i oest. És el dinovè país més gran del món i ocupa una àrea d'1.564.116 km², amb una població de només 3,5 milions, el que el converteix en l'estat sobirà més poc poblat del món. Mongòlia és el país sense litoral més gran del món que no limita amb un mar tancat, i gran part de la seva àrea està coberta per estepa herbosa, amb muntanyes al nord i a l'oest i el desert de Gobi al sud. Ulaanbaatar (o Ulan Bator), la capital i ciutat més gran, acull aproximadament la meitat de la població del país. A l'altra meitat, distribuida per tot el país, hi ha una alta taxa de nòmades i seminòmades. La llengua oficial és el khalkha (també anomenat mongol) i la seva moneda el tögrög. El seu sistema polític és una república parlamentària.
El territori de la Mongòlia actual va ser governat per diversos imperis nòmades, inclosos els Xiongnu, els Xianbei, els Rouran, el Primer Kanat turc, el Segon Kanat turc, el Kanat uigur i altres. El 1206, Genghis Khan va fundar l'⁣Imperi Mongol, que es va convertir en l'⁣imperi terrestre contigu més gran de la història. El seu net Khublai Kan va conquerir la Xina pròpiament dita i va establir la dinastia Yuan. Després de la caiguda dels Yuan, els mongols es van retirar a Mongòlia i van reprendre el seu patró anterior de conflicte entre faccions, excepte durant l'era de Dayan Kan i Tumen Zasagt Kan.
Mongòlia és el romanent de l'antic Imperi Mongol que va dominar gran part d'Àsia durant el segle xiii. Posteriorment, va perdre la seva independència, i fou integrat a la Xina des de finals del segle xvii fins a 1911, any en què va recuperar breument la seva independència, fins que el 1919 les tropes xineses van ocupar la seva capital. El 1921, amb l'ajuda de Rússia, va tornar a independitzar-se i tres anys més tard, el 1924, es proclama la República Popular de Mongòlia, adoptant polítiques comunistes i d'acostament a la Unió Soviètica. No obstant això, després de la dissolució de la Unió Soviètica el 1991, Mongòlia redacta el 1992 una constitució liberal que marca la transició a la democràcia representativa i en la qual el país es reanomena Mongòlia.
El 90% dels habitants són de l'ètnia mongol, amb una minoria d'ètnies túrquiques, com els uigurs, els tuvinians o els kazakhs. El budisme tibetà és la religió majoritària del país, i és juntament amb Bhutan l'únic país independent on aquesta religió n'és predominant.

## Història

Mapa de Mongòlia

### Prehistòria i antiguitat
Hi ha megàlits prehistòrics prop de Mörön (Mongòlia).
Una gran quantitat de pobles han habitat Mongòlia des d'èpoques prehistòriques. La major part eren nòmades que van formar de tant en tant grans confederacions. Van ser reunits per formar una confederació per Modu Shanyu el 209 aC. Van derrotar el Donghu, que havia estat prèviament la força dominant a Mongòlia de l'est. El Shanyu es va convertir en l'amenaça més gran a la Xina durant els tres segles següents; la Gran muralla xinesa va ser construïda en part com a defensa contra el Shanyu. El mariscal Meng Tian de l'Imperi Qin va dispersar més de 300.000 soldats al llarg de la gran muralla per prevenir una invasió del nord. El Kanat Rouran (330-555), d'origen Xianbei, va controlar un extens imperi abans de ser derrotat pels Köktürks (555-745); l'imperi va ser fins i tot major (van assetjar Panticapea, actual Kerch, al 576). Els va passar el Kanat Uigur (745-840), desplaçat pels kirguisos. Els kitan mongols van dominar Mongòlia durant la dinastia Liao (907-1125) fins a l'ascens del jamag mongol (1125-1206).
Al segle xiii, Genguis Kan unificà les tribus mongoles i va crear un imperi, obra que van prosseguir els seus successors Ogodei, Güyük, Mongke i Khubilai.
Aquest imperi comença a esfondrar-se el 1386, amb la pèrdua de la Xina. Al segle xvi, sota el regnat d'Altan Khan, els mongols es van convertir al budisme tibetà. El monestir de Tuvkhun va ser construït el 1653 per Zanabazar, el primer Jebtsundamba Kutuktu, líder espiritual del budisme tibetà.

### Període de la dinastia Qing
Al segle xvii, Mongòlia va caure sota el domini dels manxús i els van donar suport en la conquesta de la Xina el 1644. El manxús van formar la dinastia Qing, una dinastia forana que va ocupar el tron imperial a Pequín fins a 1911. Mongòlia es va transformar en dues províncies xineses, la Mongòlia interior i la Mongòlia exterior.
Durant el domini de la dinastia Qing, cada regió de Mongòlia va ser administrada de diferent manera:
Mongòlia exterior: les quatre lligues (aymags) dels mongols Khalkha de la Mongòlia central i del nord, i també les regions de Tannu Uriankhai i Hovd al nord-oest, van ser supervisades pel general d'Uliastay a la ciutat d'Uliastay. Equival a l'actual estat independent de Mongòlia, la regió administrada per Rússia de Tannu Uriankhai i una part del nord de Xinjiang.
Mongòlia interior: les banderes i tribus del sud de Mongòlia formaven part de sis lligues (chuulghan): Jirim, Juu Uda, Josutu, Xilingol, Ulaan Chab i Yeke Juu. Equivalen a la major part de Mongòlia interior i algunes àrees veïnes a les províncies de Liaoning i Jilin.
Mongòlia Taoxi: les banderes d'Alashan Oolud i Ejine Torghuud eren diferents dels aymags de Mongòlia exterior i dels chuulghans de Mongòlia interior. Equival a la major part de l'occident de l'actual Mongòlia interior.
Les Vuit Banderes Chaha estaven controlades pel comandant militar de Chahar (actual Zhangjiakou). La seva extensió correspon a les meridionals Ulaan Chab i Baynnur en l'actual Mongòlia interior més la regió que envolta Zhangjiakou a la província de Hebei. Alhora, la jurisdicció d'alguns departaments fronterers de les províncies de Zhili i Shanxi també se solapen en aquesta regió.
La bandera de Guihua Tümed estava controlada pel comandant de Suiyuan (actual Hohhot). Es correspon amb els veïnatges de la moderna ciutat de Hohhot. Alhora, la jurisdicció d'alguns departaments fronterers de la província de Shanxi també se solapen en aquesta regió.
La regió d'Hulunbuir, en el territori que ara és el nord-est de Mongòlia interior, era part de la jurisdicció del general de Heilongjiang, un dels tres que tenia Manxúria.
Després de la invasió russa de finals del segle xvii, la Mongòlia del nord (la regió del llac Baikal) va ser annexionada per part de Rússia.

### Independència
La caiguda de la dinastia Qing (1616 - 1911) el 1911, a mans de les forces republicanes a la Xina, va propiciar la independència de la Mongòlia exterior. Encara que va ser breu la seva independència, ja que les tropes xineses van ocupar la capital mongola el 1919, Mongòlia exterior va declarar la independència de la Xina el 1921 amb el suport de Rússia, i fins a 1924 no es va formar un govern independent, quan la República Popular de Mongòlia va ser creada amb el suport soviètic.
Durant la Segona Guerra Mundial, l'URSS va defensar Mongòlia del Japó. El 20 d'octubre del 1945, per mitjà d'un referèndum, els mongols van votar llur independència de la Xina (97,8% de vots positius; 98,4% de participació). La República de Mongòlia va ser reconeguda com a estat independent per la República de la Xina el 1946, però aquest reconeixement seria anul·lat uns anys després. Després del final de la Guerra Civil xinesa, el nou estat de la República Popular de la Xina va acceptar la petició soviètica de reconèixer la independència de Mongòlia, mentre que el romanent del règim de la República de la Xina, refugiat a Taiwan, continuaria considerant Mongòlia exterior com una part de la Xina. Malgrat l'establiment de relacions diplomàtiques, les relacions entre la Xina i Mongòlia es mantindrien distants, i Mongòlia s'alinearia amb el bàndol soviètic, de manera evident després de la ruptura xinosoviètica de 1958, i albergaria moltes bases militars soviètiques durant la guerra freda. Mongòlia va ingressar a les Nacions Unides el 1961.
El 1990, el Partit Comunista va perdre el control del govern. El 1992 va deixar de definir-se com a República Popular i va passar a ser un estat híbrid entre un sistema parlamentari i un sistema presidencial.

## Govern i política
La Cambra del Gran Khural Estatal és el parlament unicameral de Mongòlia.
La política del país es regula per la Constitució de 1992. La Constitució assegura els drets dels ciutadans com qualsevol altre estat democràtic, però permet la pena de mort i els treballs forçats.
El poder legislatiu el porta a terme el Gran Hural Mongol (assemblea formada per 76 escons elegits per quatre anys mitjançant sufragi universal). Entre les principals funcions de la cambra, estan ratificar l'elecció del president i triar el primer ministre i el seu gabinet. El president té dret de veto però aquest pot ser anul·lat per una majoria de dos terços.
El president és el cap d'estat; ha d'haver nascut al país i tenir més de 45 anys. Els candidats a president són proposats pels partits polítics del Gran Hural i és elegit per quatre anys. El gabinet del primer ministre ocupa el poder executiu, i s'encarrega per un màxim de quatre anys de la política interior i exterior. El poder judicial és regulat pel Tribunal Suprem de Mongòlia i controla la independència judicial el Consell General de Tribunals.
Abans de la independència, l'únic partit legal era el comunista Partit Revolucionari del Poble de Mongòlia o PRPM. Actualment se'l considera un partit socialdemòcrata. En els anys noranta, es va permetre el pluripartidisme i fou el principal partit opositor el Partit Democràtic, fundat el 1990 i que va governar, liderant la coalició Democràcia Patriòtica, entre 1996 i 2000. En les eleccions de 2004, el governant PRPM va perdre gairebé la meitat dels seus escons, quedant-se en 36, i passà a l'oposició de 4 a 34. Davant d'aquests resultats, es va formar un govern de coalició, que es dissoldria el 2006 i passà a governar en solitari el PRPM.
Política internacional i forces armades

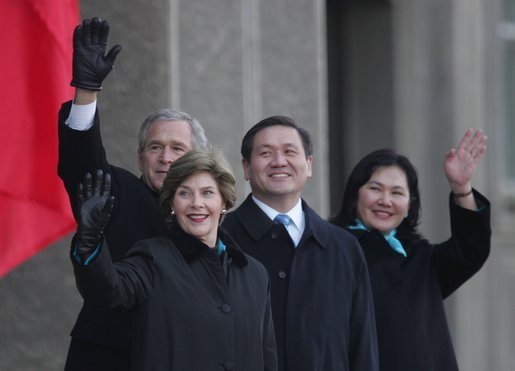
El president Bush i la primera dama durant la seva visita a Mongòlia el novembre del 2005, amb el president mongol Enkhbayar i la seva esposa, la primera dama de Mongòlia, Onongiin Tsolmon

Mongòlia manté bones relacions i missions diplomàtiques amb molts països, entre aquests destaquen Estats Units, Rússia, Corea del Nord i Corea del Sud, Japó i la República Popular de la Xina. El govern ha aconseguit grans acords internacionals en inversions i comerç. Mongòlia va donar suport a la invasió de l'Iraq de 2003 i ha enviat diversos contingents de 103 a 180 soldats a l'Iraq i l'Afganistan. També 200 soldats mongols estan servint a Sierra Leone en missió de l'ONU per protegir la seva Cort Especial allí establerta després de la guerra civil del país. De 2005 a 2006, uns 40 soldats van ser desplegats amb el contingent belga i luxemburguès a Kosovo. En total, les forces armades del país es componen de 8.600 militars. El 21 de novembre de 2005, George W. Bush va ser el primer president dels Estats Units en el càrrec a visitar Mongòlia.
Mongòlia té ambaixades a Astana, Ankara, Bangkok, Berlín, Pequín, Brussel·les, Budapest, El Caire, Varsòvia, Washington DC, Viena, Vientiane, l'Havana, Delhi, Londres, Moscou, Ottawa, París, Praga, Pyongyang, Seül, Sofia, Tòquio, Hanoi i Singapur; consolats a Irkutsk i Ulan-Udè, i missions diplomàtiques en les Nacions Unides a Nova York i a la Unió Europea a Ginebra. A més, manté consolats honoraris en diverses ciutats d'Àsia, Europa, Amèrica del Nord i a Amèrica Llatina.

## Geografia
Amb els seus 1.564.116 km², Mongòlia és el 19è estat més gran del món, després de l'Iran.
La major part del país està constituïda per estepes. Tot i així, el desert de Gobi recobreix una part del sud, mentre que al nord i a l'oest es troben regions muntanyoses amb abundants boscos.

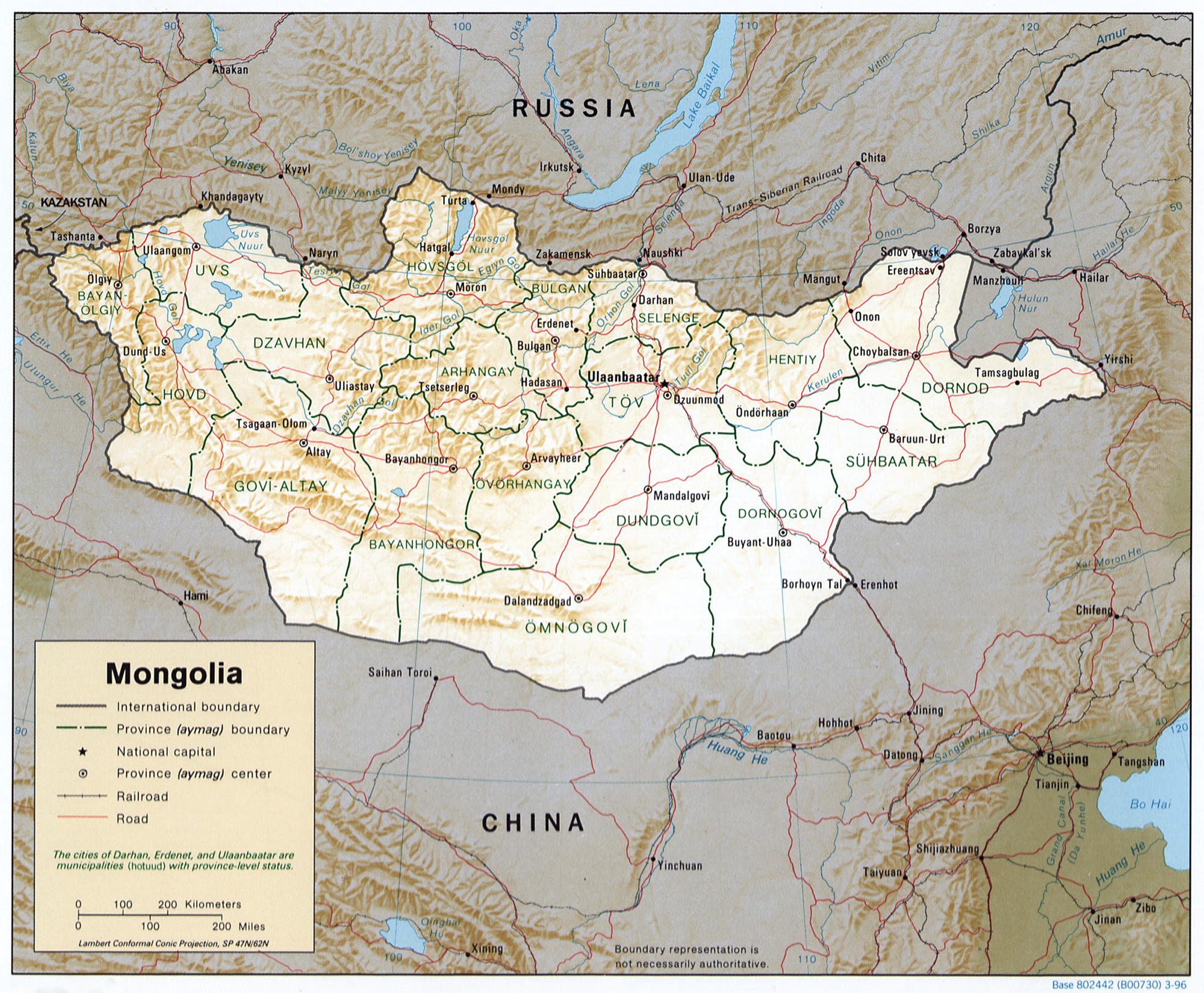
La part sud de Mongòlia està constituïda pel desert de Gobi mentre que les regions del nord i de l'oest són muntanyoses
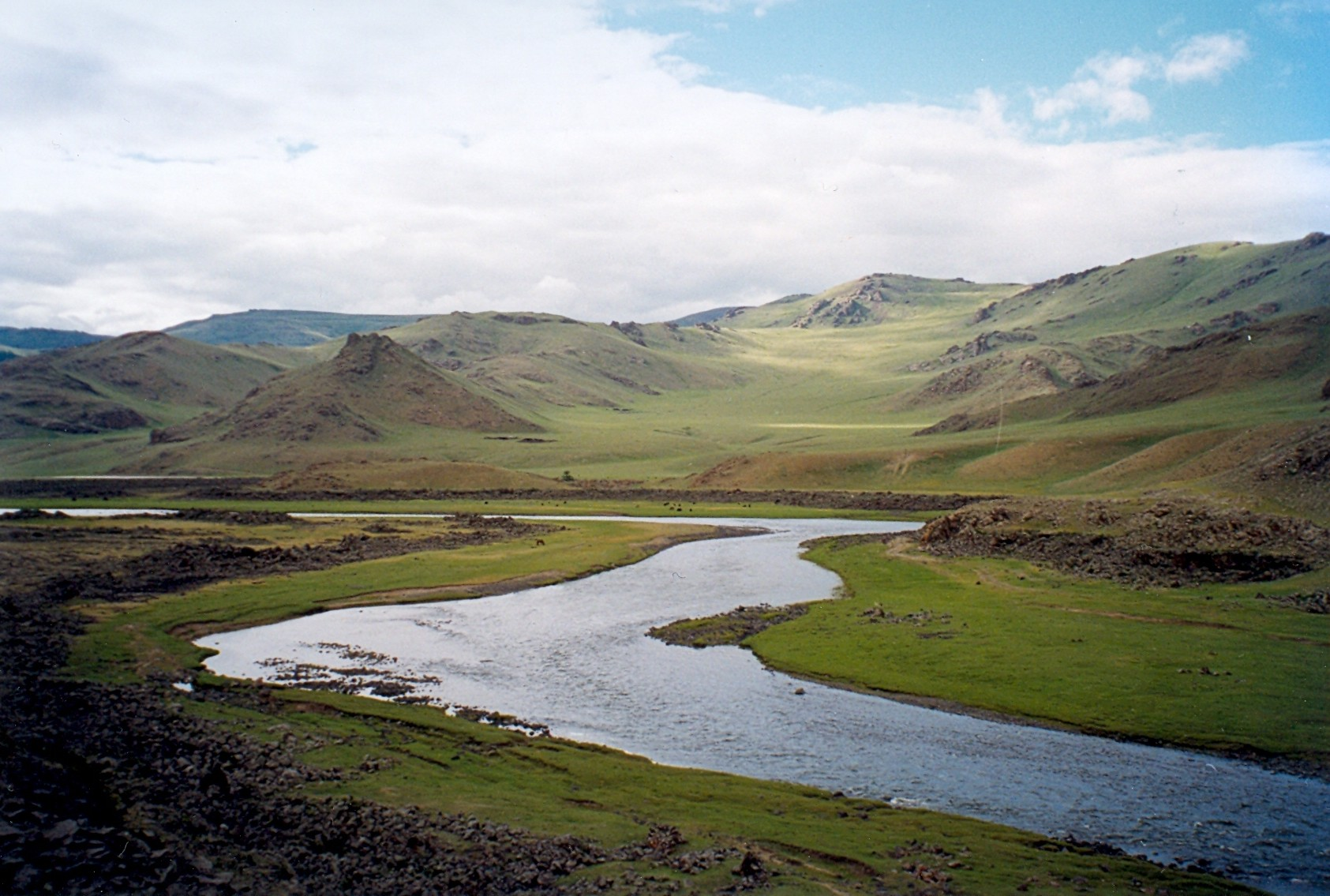
Paisatge típic de l'estepa mongola

### Clima

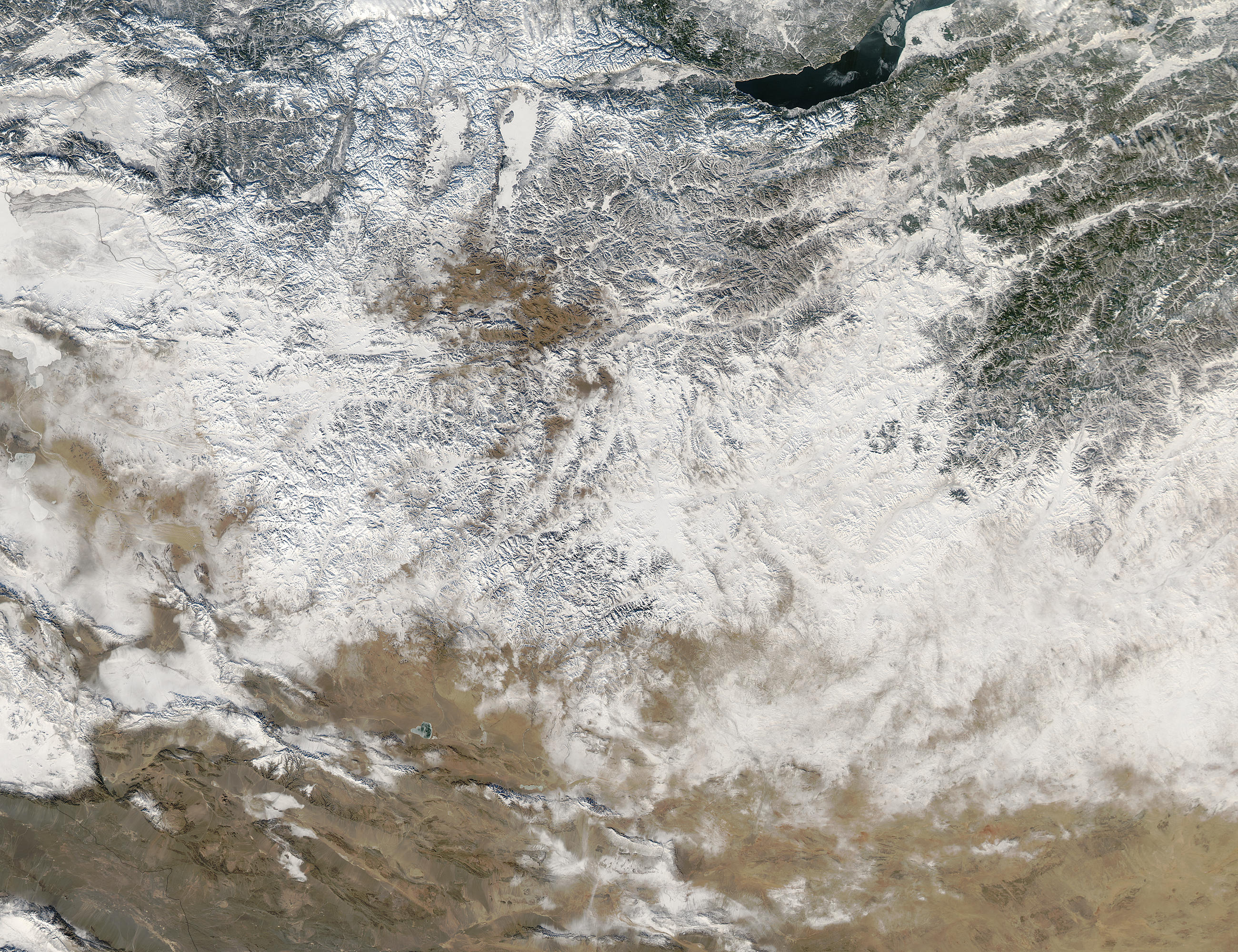
L'any 2003 hi va haver grans nevades. Els hiverns generalment són secs i tanta neu és excepcional

El clima de Mongòlia és netament continental amb hiverns llargs, secs i molt freds i amb estius frescos, temperats o moderadament càlids. Mongòlia està en una zona d'altes pressions i, per tant, el cel està sense núvols uns 250 dies l'any de mitjana. La pluviometria (en part de neu) varia de 200 a 350 litres al nord del país i de 100 a 200 al sud (on es troba el desert de Gobi). A tot arreu el màxim de pluja és a l'estiu.
Les temperatures mitjanes són generalment inferiors als zero graus de novembre a març i pròximes a 0 °C el mes d'abril i el d'octubre. Les temperatures al voltant de – 20 °C són freqüents els mesos de gener i febrer i poden davallar fins – 40 °C de nit i de matinada. A l'estiu, al sud del desert de Gobi, es pot arribar a 38 °C i a Ulanbaator fins a 33 °C. La meitat de Mongòlia presenta el fenomen del permagel (sòl glaçat permanentment), encara que pot ser discontinu o presentar-se aïlladament. El permagel fa difícil la construcció d'edificis, camins, etc., perquè es desglaça parcialment durant l'estiu. A Mongòlia, tots els rius i llacs d'aigua dolça queden glaçats a l'hivern, els més petits fins al seu fons. Les tempestes de sorra no són pas rares a la primavera. El zud, que afecta molt la ramaderia, es produeix si hi ha massa neu i fred.
La meteorologia pot ser molt inestable, en particular a l'estiu. Les quantitats de precipitació i la data de gel/desgel també varien considerablement segons els anys. Per aquestes causes climàtiques, l'agricultura és difícil i ocupa només l'1% del territori de Mongòlia.

## Divisió administrativa

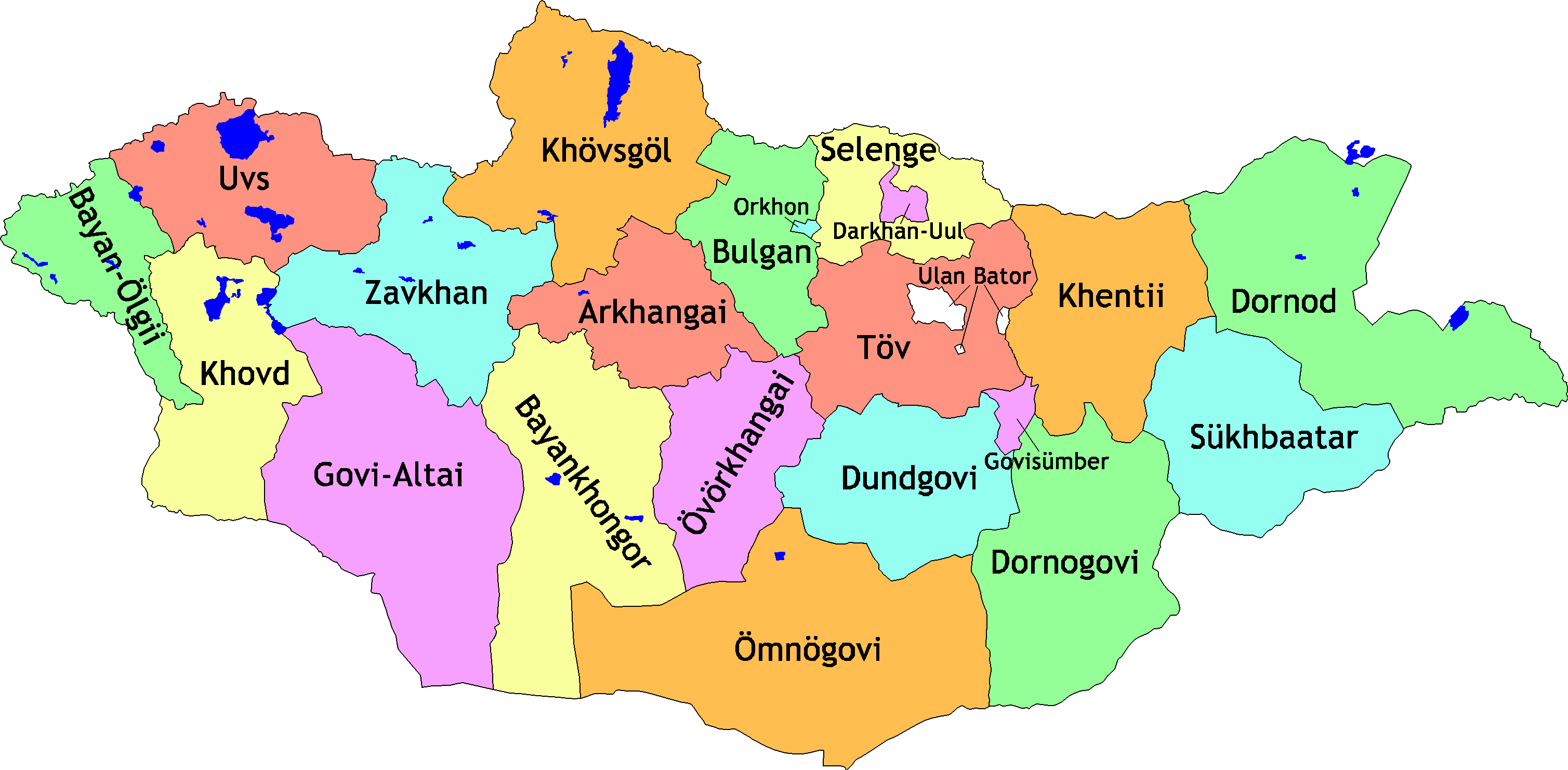
Aimags

Mongòlia està dividida en 21 aimags (províncies) que, al seu torn, estan dividides en 315 sums (districtes). La capital, Ulan Bator (en mongol Ulaanbaatar), és administrada de manera separada, com a municipalitat o khot amb estatus provincial.
Els aimags són:
| - Arkhangai - Baian-Ölgii - Baiankhongor - Bulgan - Darkhan-Uul - Dornod - Dornogovi - Dundgovi - Govi-Altai - Govisümber - Khentii |  | - Khovd - Khövsgöl - Ömnögovi - Orkhon - Övörkhangai - Selengue - Sükhbaatar - Töv - Ulan Bator - Uvs - Zavkhan |  |

## Demografia

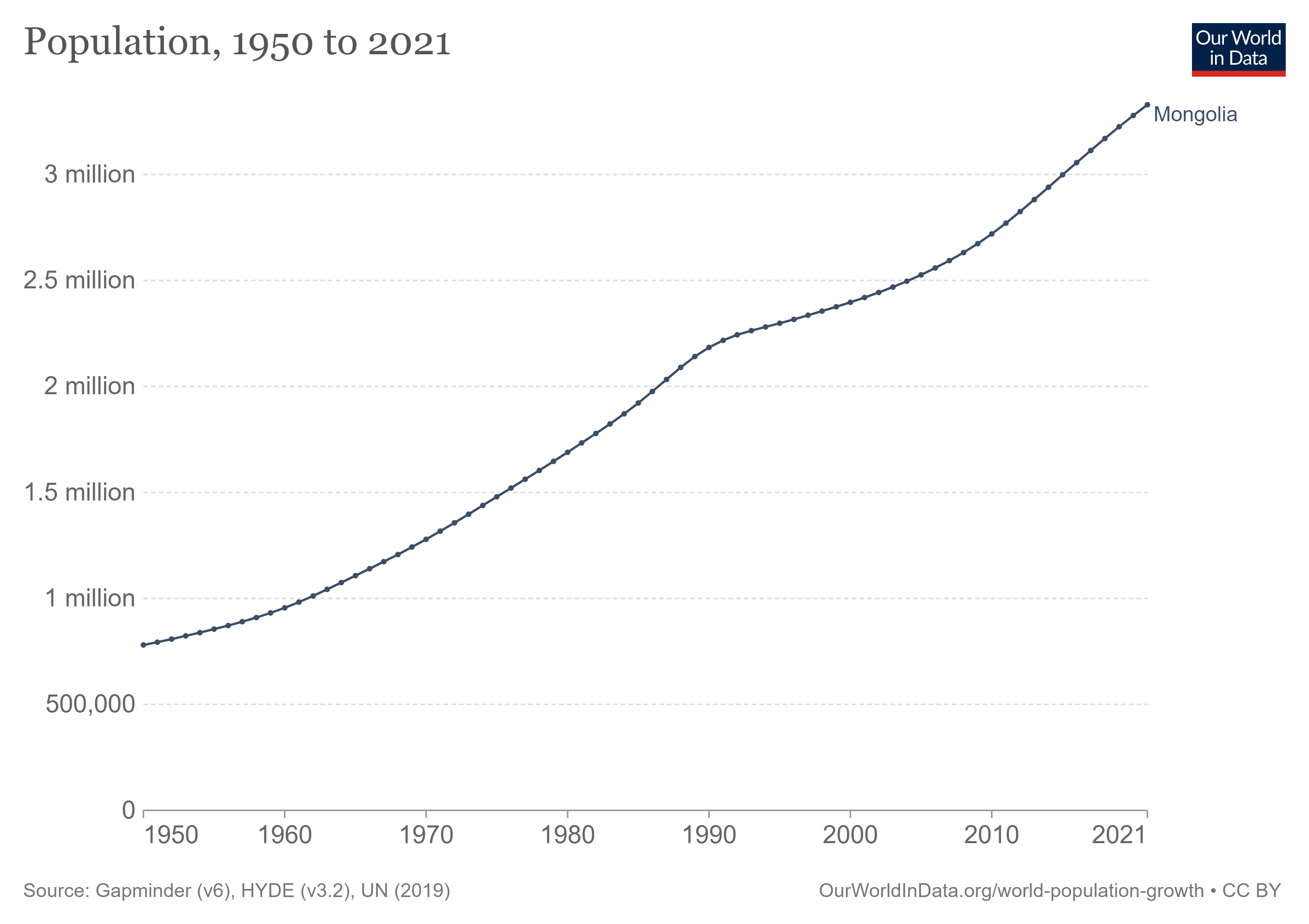
Evolució de la demografia entre el 1961 i el 2003 (dades de la FAO, 2005). Població en milers d'habitants.

### Ciutats importants
- Ulaanbaatar
- Kharkhorin